# Wuisse
Wuisse est une commune française située dans le département de la Moselle, en région Grand Est.

## Géographie
La commune fait partie du parc naturel régional de Lorraine.
L'étang de Wuisse existait déjà avant 1750 et à l'exutoire de celui-ci, tenu par un barrage, se trouvait un moulin (J. Miceli).

### Communes limitrophes
| Sotzeling    | Conthil, Zarbeling | Lidrezing   |
| Château-Voué | Wuisse             |             |
| Saint-Médard | Val-de-Bride       | Guébestroff |

### Écarts et lieux-dits
- Arlange
- Bas Koeking (ou Bas Kœking).
- Haut Koeking  (ou Haut de Kœking).

### Hydrographie
La commune est située dans le bassin versant du Rhin, au sein du bassin Rhin-Meuse. Elle est drainée par le ruisseau de la Flotte, le Gros Rupt et le ruisseau de la Nalle.
Le ruisseau de la Flotte, d'une longueur totale de 11 km, prend sa source dans la commune de Lidrezing et se jette  dans la Petite Seille à Hampont en limite avec Burlioncourt, après avoir traversé cinq communes.

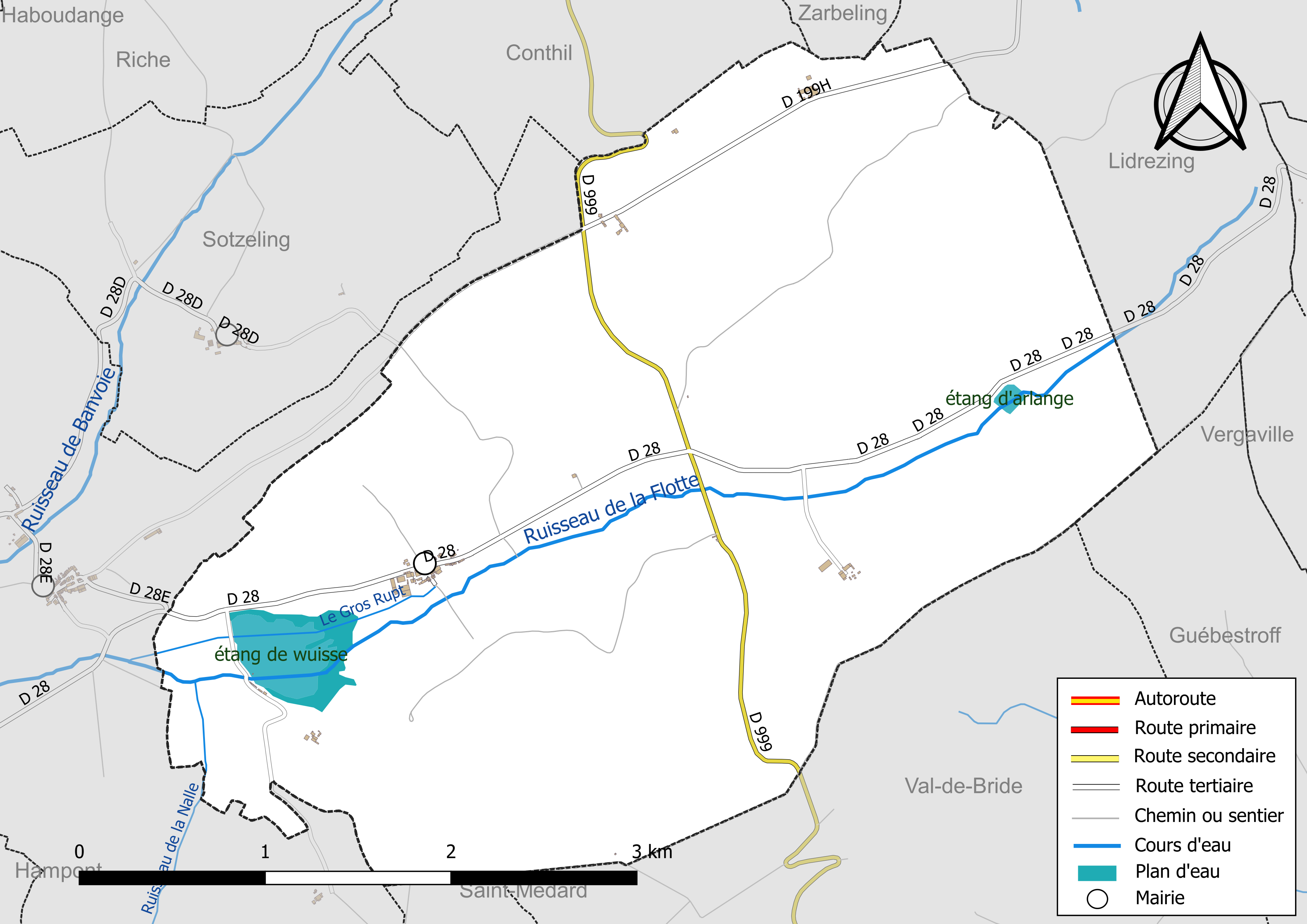
Réseaux hydrographique et routier de Wuisse.

La qualité des eaux des principaux cours d’eau de la commune, notamment du ruisseau de la Flotte, peut être consultée sur un site spécial géré par les agences de l’eau et l’Agence française pour la biodiversité.

### Climat
Pour des articles plus généraux, voir Climat du Grand Est et Climat de la Moselle.
En 2010, le climat de la commune est de type climat des marges montargnardes, selon une étude du Centre national de la recherche scientifique s'appuyant sur une série de données couvrant la période 1971-2000. En 2020, Météo-France publie une typologie des climats de la France métropolitaine dans laquelle la commune est exposée à un climat semi-continental et est dans la région climatique  Lorraine, plateau de Langres, Morvan, caractérisée par un hiver rude (1,5 °C), des vents modérés et des brouillards fréquents en automne et hiver. 
Pour la période 1971-2000, la température annuelle moyenne est de 9,9 °C, avec une amplitude thermique annuelle de 17 °C. Le cumul annuel moyen de précipitations est de 917 mm, avec 12,5 jours de précipitations en janvier et 9,5 jours en juillet. Pour la période 1991-2020, la température moyenne annuelle observée sur la station météorologique de Météo-France la plus proche, « Rodalbe », sur la commune de Rodalbe à 7 km à vol d'oiseau, est de 10,6 °C et le cumul annuel moyen de précipitations est de 737,2 mm. 
La température maximale relevée sur cette station est de 38,7 °C, atteinte le 24 juillet 2019 ; la température minimale est de −18,1 °C, atteinte le 26 décembre 2010,,. 
Les paramètres climatiques de la commune ont été estimés pour le milieu du siècle (2041-2070) selon différents scénarios d'émission de gaz à effet de serre à partir des nouvelles projections climatiques de référence DRIAS-2020. Ils sont consultables sur un site spécial publié par Météo-France en novembre 2022.

## Urbanisme

### Typologie
Au 1er janvier 2024, Wuisse est catégorisée commune rurale à habitat très dispersé, selon la nouvelle grille communale de densité à sept niveaux définie par l'Insee en 2022.
Elle est située hors unité urbaine. Par ailleurs la commune fait partie de l'aire d'attraction de Morhange, dont elle est une commune de la couronne,. Cette aire, qui regroupe 22 communes, est catégorisée dans les aires de moins de 50 000 habitants,.

### Occupation des sols
L'occupation des sols de la commune, telle qu'elle ressort de la base de données européenne d’occupation biophysique des sols Corine Land Cover (CLC), est marquée par l'importance des forêts et milieux semi-naturels (56,6 % en 2018), une proportion sensiblement équivalente à celle de 1990 (57,4 %). La répartition détaillée en 2018 est la suivante : 
forêts (56,6 %), terres arables (22,6 %), prairies (19 %), eaux continentales (1,9 %). L'évolution de l’occupation des sols de la commune et de ses infrastructures peut être observée sur les différentes représentations cartographiques du territoire : la carte de Cassini (XVIIIe siècle), la carte d'état-major (1820-1866) et les cartes ou photos aériennes de l'IGN pour la période actuelle (1950 à aujourd'hui).

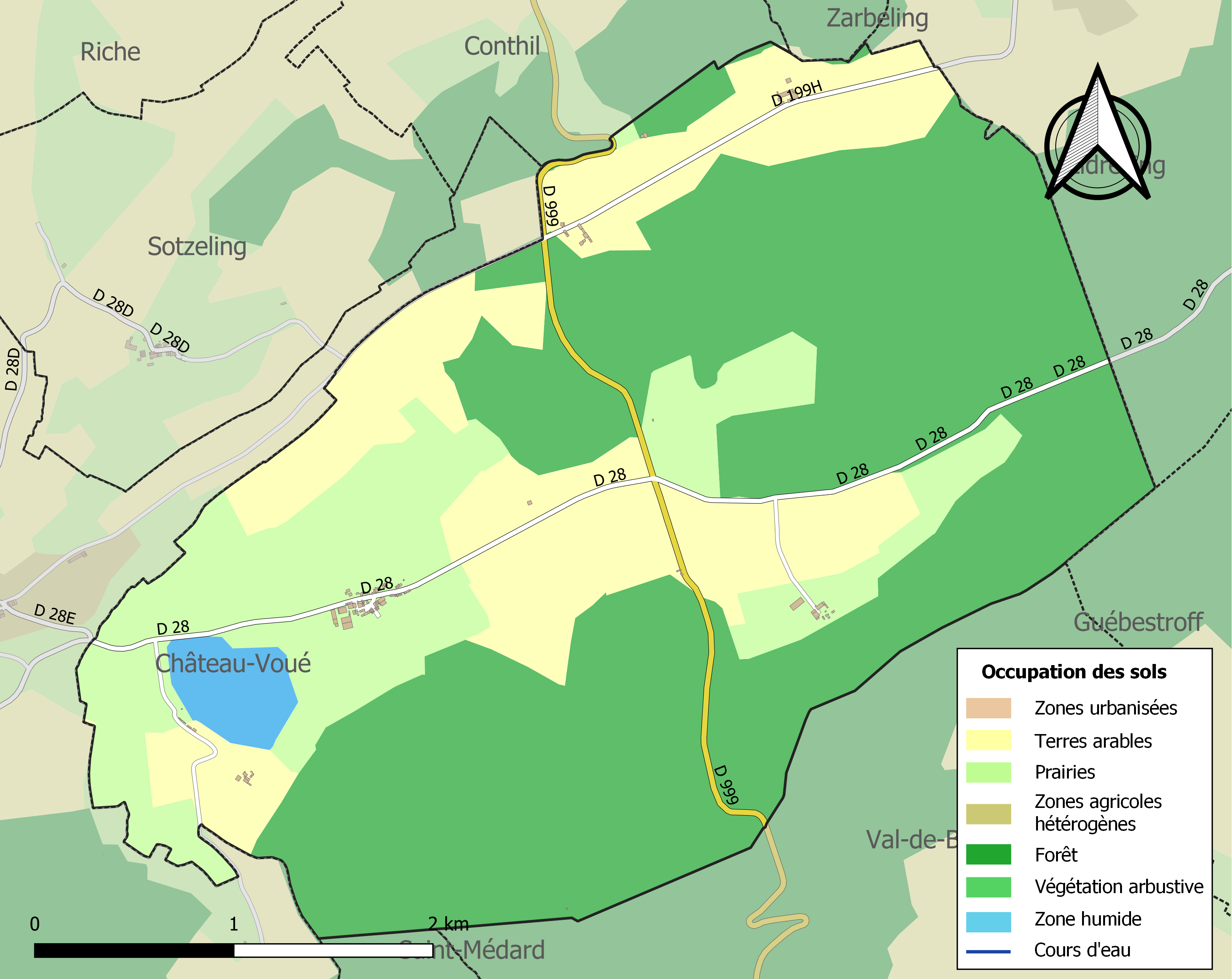
Carte des infrastructures et de l'occupation des sols de la commune en 2018 (CLC).

## Toponymie
- Wuisse : du germanique wies, « pré »[15]: Wissa en 1092, Wisse en 1195, Vyce en 1264, Wysse en 1346, Wiss en 1553, Wis en 1660, Weis ou Wisse en 1779[16], Vaisse en 1793, Visse en 1801, Wiß en 1915-1918 et 1940-1944.
- Arlange : Allerange (1476), Allerange et Alleranges (1525)[16], Elringen (1915-1918).
  - Arlinje en lorrain roman[17].

## Histoire
Le village était partagé entre les seigneuries de Dieuze et Château-Voué dans la province de Lorraine.
Wuisse était un des lieux de la bataille de Morhange en août 1914.

## Politique et administration
| Période                                  | Période   | Identité       | Étiquette | Qualité |
| ---------------------------------------- | --------- | -------------- | --------- | ------- |
| mars 1995                                | mars 2001 | Gilbert Guelle |           |         |
| mars 2001                                | En cours  | Daniel Guelle  |           |         |
| Les données manquantes sont à compléter. |           |                |           |         |

## Démographie
L'évolution du nombre d'habitants est connue à travers les recensements de la population effectués dans la commune depuis 1793. Pour les communes de moins de 10 000 habitants, une enquête de recensement portant sur toute la population est réalisée tous les cinq ans, les populations de référence des années intermédiaires étant quant à elles estimées par interpolation ou extrapolation. Pour la commune, le premier recensement exhaustif entrant dans le cadre du nouveau dispositif a été réalisé en 2005.

En 2022, la commune comptait 62 habitants, en évolution de −1,59 % par rapport à 2016 (Moselle : +0,52 %, France hors Mayotte : +2,11 %).
| 1793 | 1800 | 1806 | 1821 | 1831 | 1836 | 1841 | 1846 | 1851 |
| ---- | ---- | ---- | ---- | ---- | ---- | ---- | ---- | ---- |
| 220  | 225  | 236  | 240  | 257  | 299  | 284  | 310  | 279  |

| 1856 | 1861 | 1871 | 1875 | 1880 | 1885 | 1890 | 1895 | 1900 |
| ---- | ---- | ---- | ---- | ---- | ---- | ---- | ---- | ---- |
| 264  | 267  | 234  | 225  | 230  | 207  | 216  | 223  | 203  |

| 1905 | 1910 | 1921 | 1926 | 1931 | 1936 | 1946 | 1954 | 1962 |
| ---- | ---- | ---- | ---- | ---- | ---- | ---- | ---- | ---- |
| 214  | 216  | 154  | 151  | 135  | 122  | 112  | 97   | 74   |

| 1968 | 1975 | 1982 | 1990 | 1999 | 2005 | 2006 | 2010 | 2015 |
| ---- | ---- | ---- | ---- | ---- | ---- | ---- | ---- | ---- |
| 94   | 83   | 74   | 71   | 77   | 62   | 62   | 62   | 64   |

| 2020 | 2022 | - | - | - | - | - | - | - |
| ---- | ---- | - | - | - | - | - | - | - |
| 59   | 62   | - | - | - | - | - | - | - |

## Culture locale et patrimoine

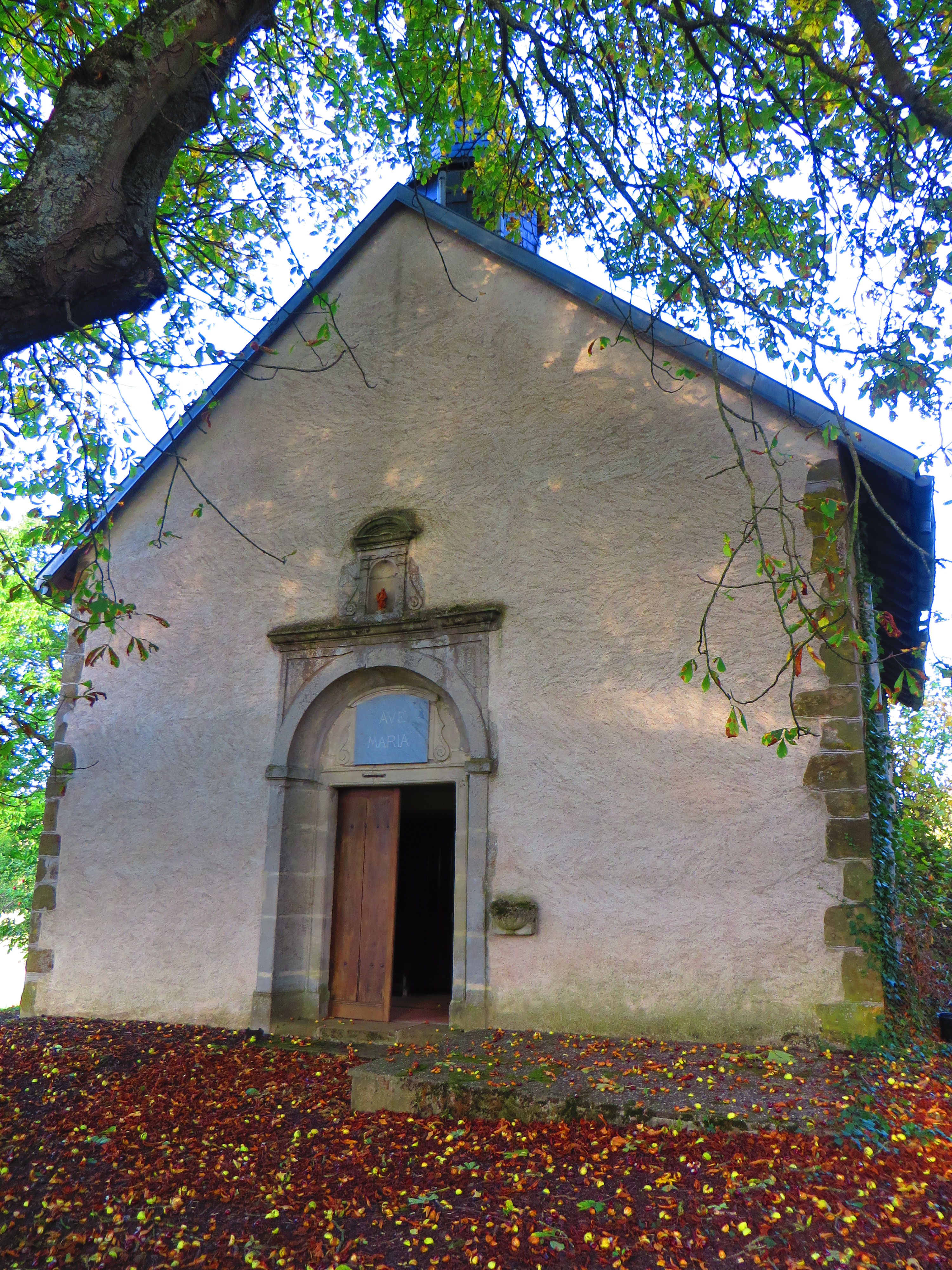
la chapelle Notre-Dame à Arlange

### Lieux et monuments
- Vestiges gallo-romains.
- Fermes et maisons anciennes.

#### Édifices religieux
- Église Saint-Pierre XVIIe siècle : autel XVIIe siècle, fonts baptismaux 1612.
- Chapelle Notre-Dame XVe siècle d'Arlange, ancien prieuré (pèlerinage), restaurée en 1743 : armoire eucharistique XVe siècle, statue de Notre-Dame-d'Arlange 1450 en bois polychrome, Couronnement de la Vierge XIVe siècle, sainte Elisabeth XVIe siècle, retable en pierre peint, entre 1510 et 1574[22] ; horloge 1808.
- Ferme-prieuré d'Arlange.

### Personnalités liées à la commune
- Jean François Labroise (1856-1921) est un homme politique lorrain. Il fut député allemand au  Reichstag de 1903 à 1912 et au Landtag d'Alsace-Lorraine de 1911 à 1918.

### Héraldique
| Blason de Wuisse | Blason  | Ecartelé aux 1 et 4 d'argent à la tête de maure de sable, et aux 2 et 3 d'azur à la lettre M sommée d'une couronne le tout d'or. |
| Blason de Wuisse | Détails | Le statut officiel du blason reste à déterminer.                                                                                 |